# Харманештиј Ној (Јаши)
Харманештиј Ној (рум. Hărmăneștii Noi) насеље је у Румунији у округу Јаши у општини Харманешти. Oпштина се налази на надморској висини од 244 m.

## Становништво
Према подацима из 2002. године у насељу је живело 728 становника, од којих су сви румунске националности.